# 西川鶴三
西川 鶴三（にしかわ つるぞう、1910年2月19日 - 1970年2月5日）は、日本の照明技師である。牧野省三のマキノ・プロダクションにキャリアを始め、戦後、「東宝でもっとも速い男」と呼ばれ、森弘充、石井長四郎、岸田九一郎とともに「東宝照明部の四天王」と並び称された。本名は西川 光夫（にしかわ みつお）。

## 人物・来歴

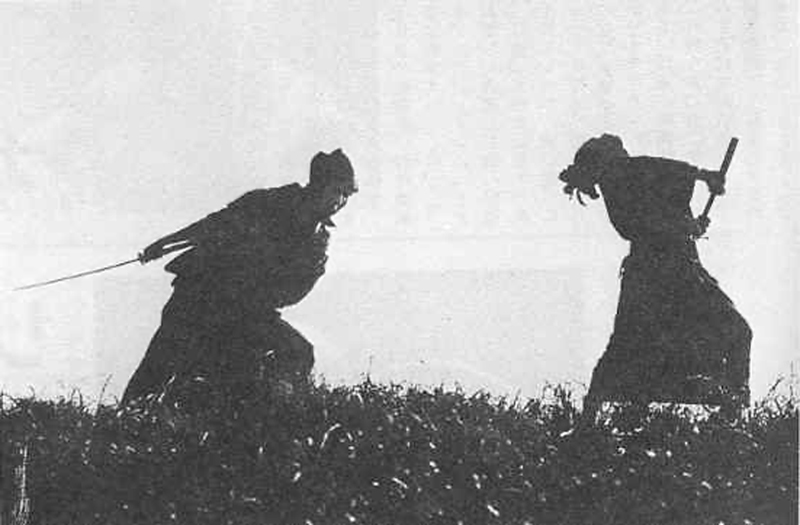
『浪人街 第一話 美しき獲物』（1928年）、満18歳で技師に昇進。

### サイレントの時代から
1910年（明治43年）2月19日、京都府京都市に生まれる。
1922年（大正11年）3月、旧制小学校を卒業、初等教育を終え、その後の学歴等は不明であるが、満15歳になる1925年（大正14年）には、同年6月に設立され、花園天授ヶ丘に御室撮影所を開いたマキノ・プロダクションに入社、照明部に配属される。『日本の映画人 - 日本映画の創造者たち』では入社を翌年の「大正15年」（1926年）としている。照明助手として働き、技師に昇進したのは、1928年（昭和3年）10月20日に公開された同世代のマキノ正博（のちのマキノ雅弘、1908年 - 1993年）の監督作『浪人街 第一話 美しき獲物』であった。このとき西川はまだ満18歳であった。同作は「キネマ旬報ベスト・テン 日本映画ベスト・ワン」を受賞する等、高く評価される作品になった。同作における相棒である撮影技師も、若手の三木稔（のちの三木滋人、1902年 - 1968年）であり、マキノと三木とは、戦後に至るまでの長い仕事相手になる。このころ新調の背広を着て撮影所に現われた西川に片岡千恵蔵が「所内の池に飛び込んだら、二着買ってやる」と言ったところ、「一瞬のためらいもなく池に飛び込み、洋服二着をせしめた」のだという。
1929年（昭和4年）には、前年5月に同社から独立した片岡千恵蔵による片岡千恵蔵プロダクションに移籍している。同年2月15日に公開された『続万花地獄 完結篇』（監督稲垣浩・曾我正史、撮影石本秀雄・池戸豊）には、「西川光男」名義で岸田九一郎と共同で照明技師としてクレジットされ、翌3月16日に公開された『鴛鴦旅日記』（監督稲垣浩、撮影池戸豊）にも、「西川光夫」名義で照明技師としてクレジットされており、同年の早い時期に移籍した。同年7月25日、牧野省三が亡くなり、マキノ・プロダクションは、長男の正博を中心とした体制になるが、新体制において西川の名はすでに見られない。その後も、月形龍之介の月形プロダクション、日活京都撮影所（のちの大映京都撮影所）、新興キネマ（現在の東映京都撮影所）と転々としたが、この時期に手がけた作品は明らかではない。
1936年（昭和11年）、東京・砧のピー・シー・エル映画製作所（現在の東宝スタジオ）に移籍した。同社は、1937年（昭和12年）9月10日に他の3社と合併して東宝映画になり、同撮影所は東宝映画東京撮影所になった。同社での初期の代表作は、1938年（昭和13年）8月21日に公開された『綴方教室』（監督山本嘉次郎、主演高峰秀子）であり、同作での相棒である撮影技師は三村明（1901年 - 1985年）であった。1940年（昭和15年）9月25日公開の『燃ゆる大空』（監督阿部豊、主演長谷川一夫）では宮島義勇（1909年 - 1998年）、1941年（昭和16年）3月26日公開の『長谷川・ロッパの家光と彦左』（監督マキノ正博、主演長谷川一夫・古川緑波）では伊藤武夫（1907年 - 1978年）とも組んでいる。同作の直前、長谷川一夫・山田五十鈴主演の『昨日消えた男』（監督マキノ正博、撮影伊藤武夫）では、西川とおなじマキノ・プロダクション出身の照明技師の藤林甲（1908年 - 1979年）がメインであったが、西川も応援で参加したことをマキノ正博がのちに著書『映画渡世 地の巻』に描いている。
同年12月8日には太平洋戦争に突入したが、製作本数の少なくなった同社に残り、1943年（昭和18年）1月14日公開の『阿片戦争』（監督マキノ正博、撮影小原譲治）や、同年2月25日公開の『ハナ子さん』（監督マキノ正博、撮影木塚誠一）、1944年（昭和19年）3月9日公開の『加藤隼戦闘隊』（監督山本嘉次郎、撮影三村明）等を手がけ、終戦を迎えた。

### 下加茂と東横
戦後、1946年（昭和21年）には、下加茂の松竹京都撮影所に移籍、照明課長に就任した。戦争末期の1944年8月1日に同撮影所の所長にマキノ正博が就任しており、それとともに、企画部長に牧野満男（のちのマキノ光雄、1909年 - 1957年）、製作部長に辻吉朗（1892年 - 1946年）、脚本部長に比佐芳武（1904年 - 1981年）が就任、また、同時期には宮本信太郎（1910年 - 没年不詳）が編集課長に就任している。前所長の池田義信、前製作部長の大久保忠素といった松竹蒲田撮影所出身者たちはすでに本社に去っており、同年12月31日に公開された『満月城の歌合戦』（主演轟夕起子）では、監督にマキノ正博、撮影に三木滋人（かつての三木稔）、照明に西川、と『浪人街』時代のマキノ・プロダクションの座組みが下加茂で実現した。
翌1947年（昭和22年）には、東横映画が「大映第二撮影所」（かつての新興キネマ京都撮影所、現在の東映京都撮影所）で牧野満男らを中心に製作開始の準備に入り、西川も同社に移籍する。同社の製作第1作『こころ月の如く』は、監督に稲垣浩、撮影杉山公平、照明に西川、主演は上原謙と轟夕起子であり、同年9月16日公開に公開された。1948年（昭和23年）には、同社撮影所照明課長に就任した。マキノ正博が義兄の高村正次とともに宝塚映画製作所（のちの宝塚映像）内に同年5月に設立したCAC（シネマ・アーチスト・コーポレーション）が、設立第1作として長谷川一夫の新演伎座と提携製作した『幽霊暁に死す』（監督マキノ正博、脚本小国英雄）に撮影技師の三木滋人とともに照明技師として参加、同作は同年10月12日に東宝の配給で公開されている。CACは翌1949年5月31日に公開された『今日われ恋愛す』（監督島耕二、主演轟夕起子）を最後に解散するが、西川は全作に関わった。同年には、大映を退社した片岡千恵蔵が牧野満男の協力により設立した連合映画作家協会の第1回作品『白虎』（監督松田定次、撮影伊藤武夫）に参加、同作は同年6月20日に松竹の配給で公開されたが、片岡は、片岡と同行した赤木春恵らとともに東横映画に移籍している。
片岡入社以降の東横映画で、『獄門島』（監督松田定次、1949年11月20日公開）、『獄門島 解明篇』（同、同年12月5日公開）、『にっぽんGメン 第二話 難船崎の血闘』（同、1950年1月3日公開）、『俺は用心棒』（監督稲垣浩、同年2月19日公開）等の片岡の主演作を手がけたが、西川は東横を退社、長谷川一夫の新演伎座が鈴木郁三の東日興業と提携して製作する『傷だらけの男』（監督マキノ正博、撮影谷口政勝）に参加、同作は東宝が配給し、1950年（昭和25年）4月9日に公開された。

### 東宝照明部の四天王

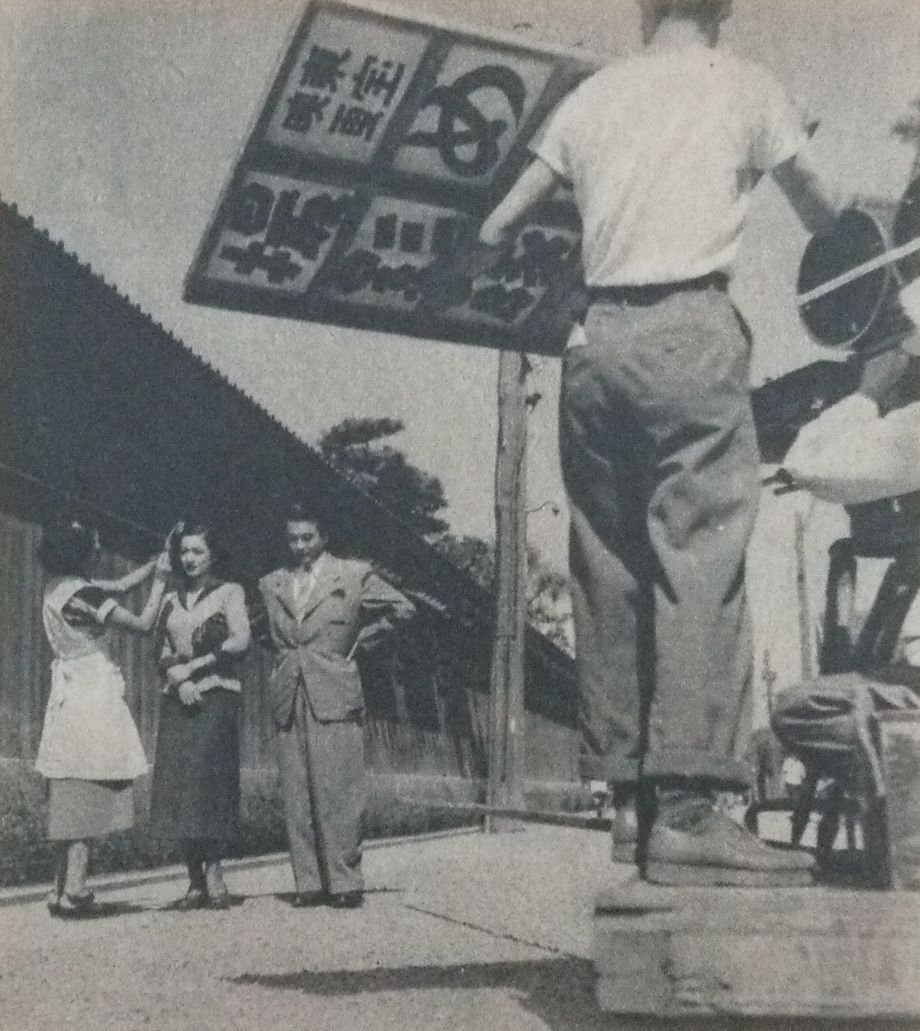
『めし』（1951年）撮影風景。写真上方を覆うのは撮影器具であるレフ板。

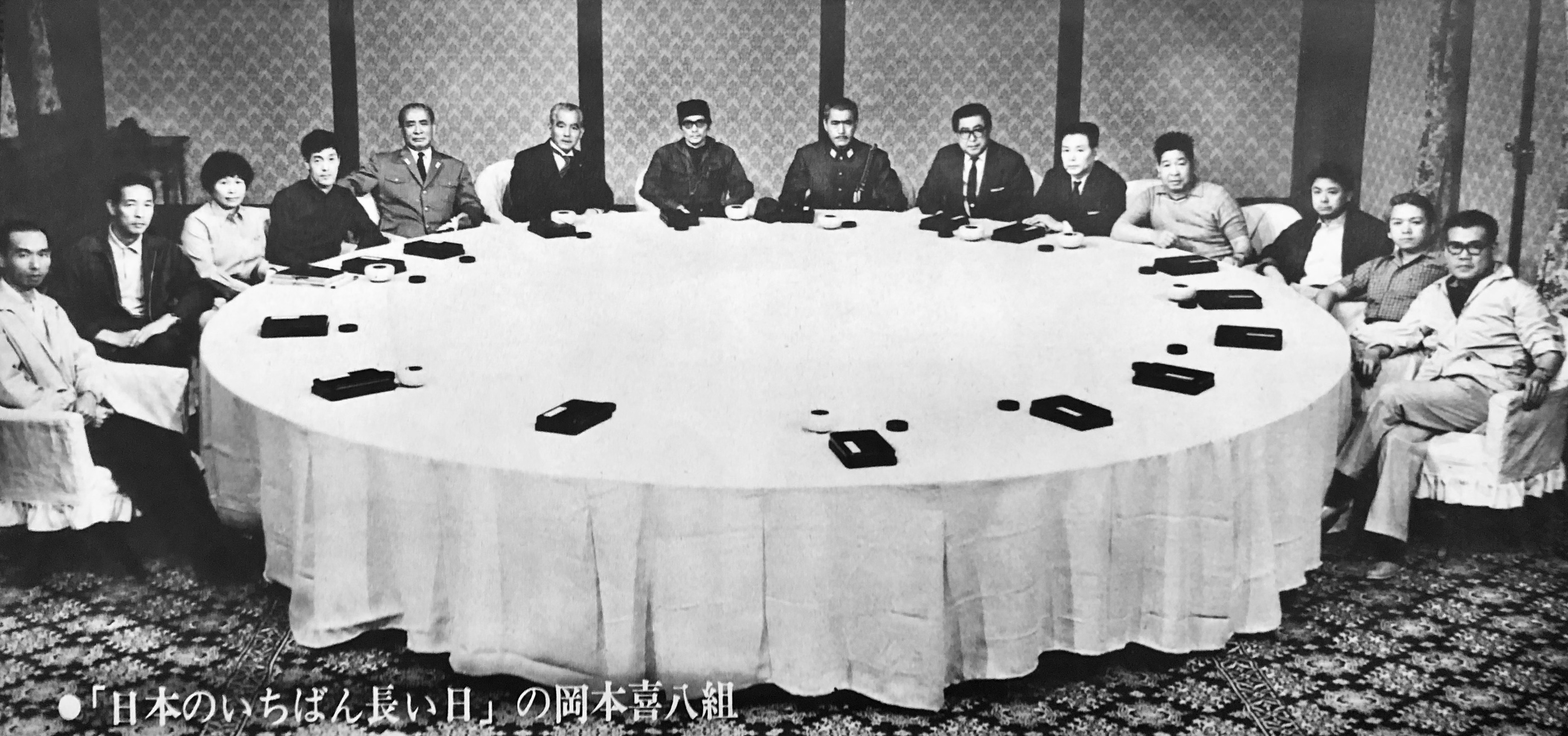
『日本のいちばん長い日』（1967年）のスタッフとキャスト。
左から、鈴木政雄、渡会伸、森淑子、村井博、山村聡、笠智衆、岡本喜八、三船敏郎、藤本真澄、田中友幸、西川鶴三、山本迪夫、阿久根巌、吉崎松雄。首相官邸閣議室のセットにて。

同年、ふたたび東宝に戻り、東宝撮影所の照明技師として契約した。西川の東宝復帰第1作は、笠置シヅ子・柳家金語楼の主演作『大岡政談 将軍は夜踊る』（監督丸根賛太郎、撮影完倉泰一）、同作は同年5月27日に公開された。1951年（昭和26年）には、溝口健二が監督した『武蔵野夫人』（主演田中絹代、同年9月14日公開）や成瀬巳喜男が監督した『めし』（主演上原謙・原節子、同年11月23日公開）で撮影技師玉井正夫（1908年 - 1997年）と組み、いずれも西川の代表作となる。
1952年（昭和27年）4月17日に公開された『浮雲日記』（監督マキノ雅弘、撮影山崎一雄）には西川も参加したが、同作に出演した第1期東宝ニューフェイスの鳳弓子とマキノが結婚する際に「雅弘はん!あんたの奥さんが決ったんや!」と言い、マキノが「えッ、誰れや」と問うと「鳳弓子はんや…」と答えて引き合わせたのが西川であった。公私にわたるつきあいの深いマキノの結婚を経て、同年12月4日に公開されたマキノの代表作となる『次郎長三国志 第一部 次郎長売出す』に参加、撮影技師は山田一夫（1919年 - 2006年）と飯村正（1918年 - 2004年）とが交代したが、照明技師は西川ひとりが同シリーズ全9作に参加した。
この時代の西川について、当時助監督であった丸林久信（1917年 - 1999年）が、のちに連載の一章のうち半分を割いて記述している。「相撲取りぐらいの巨体の持主であり、映画界で彼の名を知らない者はもぐりといわれるほど、名の通った名物男、ライトマン中のライトマン」「一見、ひと当たりのよさそうな好人物にみえるが、それがくせもの、ひとたび臍が曲がるとどこまでも曲がって、手に負えぬ癇癪持ちに変貌する」と丸林は描く。丸林は「鶴さん」、その後輩の高瀬昌弘（1931年 - ）は「鶴やん」という西川の愛称をそれぞれの著作で紹介している。『特急にっぽん』や『天国と地獄』の森弘充（1922年 - 1974年）、『野良犬』や『山の音』の石井長四郎（1918年 - 1983年）、『生きものの記録』や『蜘蛛巣城』の岸田九一郎（1907年 - 1996年）とともに「東宝照明部の四天王」と並び称されたのもこの時代であり、そのなかでも「東宝でもっとも速い男」と呼ばれた。その速さの秘訣としては、高瀬昌弘が「早くというより少量のライトしか使わずに見事な効果を上げた」と指摘している。西川のその手法の源泉について、高瀬は「千恵プロ当時、他の撮影所の五分の一という四台のライトしか、使えぬ為の工夫からであったのかも知れない」と推察する。戦前・戦中の東宝映画に所属した前述の照明技師の藤林甲は、新東宝を経て日活に移っており、この時代の東宝にはいなかった。
映画界への40年の貢献を記念し、1965年（昭和40年）12月1日、日本映画製作者連盟が主催する第10回「映画の日」永年勤続者表彰を受ける。このときに『キネマ旬報』に西川が寄せた小文には、自らを電球に譬え、「古くなつた電球は、そろそろ新しく取り替える時期かもしれないが、私の電球はまだまだ使えるつもりでいる」と記している。岡本喜八の代表作のひとつである『殺人狂時代』を手がけたのはその翌年末であり、満40年を迎えての現役宣言以降、4年にわたり14本の作品を手がけた。
1969年（昭和44年）11月1日には、西川が照明を手がけた『水戸黄門漫遊記』（監督千葉泰樹、主演森繁久彌）が公開されたが、そのわずか3か月後、1970年（昭和45年）2月5日、死去した。満59歳没。おもな弟子には中山治雄がいる。東宝のプロデューサーであった西川紀之（1934年 - ）は長男、東映京都撮影所照明部の重鎮、増田悦章（1931年 - ）は甥である。

## フィルモグラフィ

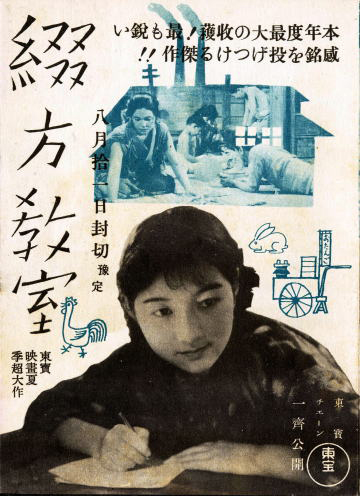
『綴方教室』（1938年）。

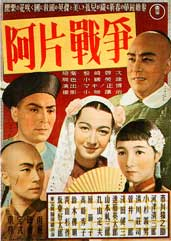
『阿片戦争』（1943年）。

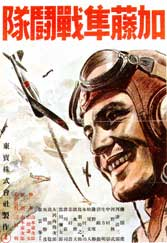
『加藤隼戦闘隊』（1944年）。

特筆以外すべて「照明」である。東京国立近代美術館フィルムセンター（NFC）、デジタル・ミーム等での所蔵状況も記した。

### 1920年代 - 1930年代
- 『浪人街 第一話 美しき獲物』 : 総指揮マキノ省三、監督マキノ正博、原作・脚本山上伊太郎、撮影三木稔、主演南光明、製作マキノプロダクション御室撮影所、配給マキノキネマ、1928年10月20日公開 - 照明（第1作[3]、第5回キネマ旬報ベスト・テン第1位受賞作）
- 『続万花地獄 完結篇』 : 監督・脚本稲垣浩・曾我正史、原作吉川英治、撮影石本秀雄・池戸豊、主演片岡千恵蔵、製作・配給片岡千恵蔵プロダクション、1929年2月15日公開 - 「西川光男」名義で岸田九一郎と共同で照明[10]
- 『ごろん棒時代』 : 監督振津嵐峡、原作・脚本八尋不二、撮影石本秀雄、主演片岡千恵蔵、製作・配給片岡千恵蔵プロダクション、1929年3月6日公開 - 「西川光平」名義で照明[10]
- 『鴛鴦旅日記』 : 監督稲垣浩、原作・脚本山名英子、撮影池戸豊、主演片岡千恵蔵、製作・配給片岡千恵蔵プロダクション、1929年3月16日公開 - 「西川光夫」名義で照明[15]
- 『綴方教室』 : 製作森田信義、監督山本嘉次郎、原作豊田正子、脚本木村千依男、撮影三村明、主演高峰秀子、製作東宝映画東京撮影所、配給東宝映画、1938年8月21日公開 - 照明[3]、86分の上映用プリントをNFCが所蔵[6]
- 『われ等が教官』 : 製作富岡厚雄、監督今井正、脚本八田尚之、撮影三浦光雄、主演水町庸子、製作東宝映画東京撮影所、配給東宝映画、1939年8月1日公開
- 『金語楼の大番頭』 : 製作氷室徹平、監督・脚本岡田敬、原作山崎謙太・江口又吉、撮影三浦光雄、主演柳家金語楼、製作東宝映画東京撮影所、配給東宝映画、1939年9月11日公開
- 『その前夜』（『「木屋町三條」より その前夜』） : 製作武山政信、監督萩原遼、原案山中貞雄、脚本梶原金八、撮影河崎喜久三、主演河原崎長十郎、製作東宝映画京都撮影所、配給東宝映画、1939年10月21日公開 - 照明、『「木屋町三條」より その前夜』題の86分の上映用プリントをNFCが所蔵[6]

### 1940年代
- 『快速部隊 都会篇 戦線篇』 : 製作森田信義、監督安達伸男、原作北条雅祥・塚本靖、脚本山崎謙太・葉山四郎、撮影唐沢弘光・木塚誠一、主演佐伯秀男・霧立のぼる、製作東宝映画東京撮影所、配給東宝映画、1940年2月28日公開
- 『新妻鏡 前篇』 : 製作滝村和男、監督・脚本渡辺邦男、原作小島政二郎、撮影友成達雄、主演山田五十鈴、製作東宝映画東京撮影所、配給東宝映画、1940年5月1日公開
- 『新妻鏡 前篇』 : 製作滝村和男、監督・脚本渡辺邦男、原作小島政二郎、撮影友成達雄、主演山田五十鈴、製作東宝映画東京撮影所、配給東宝映画、1940年5月8日公開
- 『燃ゆる大空』 : 製作・監督阿部豊、原作北村小松、脚本八木保太郎、撮影宮島義勇、主演大日方伝、製作東宝映画東京撮影所・映画科学研究所、配給東宝映画、1940年9月25日公開 - 照明（第17回キネマ旬報ベスト・テン第8位受賞作[12]）
- 『姉妹の約束』 : 製作氷室徹平、監督山本薩夫、脚本山下与志一、撮影山崎一雄、主演英百合子、製作東宝映画東京撮影所、配給東宝映画、1940年10月30日公開
- 『親子鯨』 : 製作滝村和男、監督斎藤寅次郎、脚本志村敏夫、撮影立花幹也、主演渡辺篤・英百合子、製作東宝映画京都撮影所、配給東宝映画、1940年12月18日公開 - 照明、75分の上映用プリントをNFCが所蔵[6]
- 『昨日消えた男』 : 製作滝村和男、監督マキノ正博、脚本小国英雄、撮影伊藤武夫、照明藤林甲、主演長谷川一夫・山田五十鈴、製作東宝映画東京撮影所、配給東宝映画、1941年1月9日公開 - 照明応援
- 『長谷川・ロッパの家光と彦左』 : 製作滝村和男、監督マキノ正博、脚本小国英雄、撮影伊藤武夫、主演長谷川一夫・古川緑波、製作東宝映画東京撮影所、配給東宝映画、1941年3月26日公開 - 照明、88分の上映用プリントをNFCが所蔵[6]
- 『歌へば天國』 : 監督小田基義・山本薩夫、原作・主演古川緑波、脚本山崎謙太・岸松雄・如月敏、撮影平野好美、製作東宝映画東京撮影所、配給東宝映画、1941年6月10日公開
- 『幸子と夏代』 : 製作竹井諒、監督青柳信雄、原作吉屋信子、脚本青柳信雄・八住利雄、撮影伊藤武夫、主演入江たか子・山田五十鈴、製作東宝映画東京撮影所、配給東宝映画、1941年8月14日公開
- 『男の花道』 : 製作清川峯輔（滝村和男とも）、監督マキノ正博、脚本小国英雄、撮影伊藤武夫、主演長谷川一夫、製作・配給東宝映画、1941年12月30日公開 - 照明、73分の上映用プリントをNFCが所蔵[6]
- 『待って居た男』 : 製作伊藤基彦・氷室徹平、監督マキノ正博、脚本小国英雄、撮影山崎一雄、主演長谷川一夫・山田五十鈴、製作東宝映画、配給映画配給社、1942年4月23日公開（白系） - 照明、再公開版98分の上映用プリントをNFCが所蔵[6]
- 『婦系図#映画』（『婦系圖』） : 製作伊藤基彦・氷室徹平、監督マキノ正博、原作泉鏡花、脚本小国英雄、校閲久保田万太郎、撮影三浦光雄、主演長谷川一夫・山田五十鈴、製作東宝映画、配給映画配給社、1942年6月11日公開（紅系） - 照明、108分の上映用プリントをNFCが所蔵[6]
- 『続婦系図』（『續 婦系圖』） : 製作伊藤基彦・氷室徹平、監督マキノ正博、原作泉鏡花、脚本小国英雄、校閲久保田万太郎、撮影三浦光雄、主演長谷川一夫・山田五十鈴、製作東宝映画、配給映画配給社、1942年7月16日公開（白系） - 照明、45分の上映用プリントをNFCが所蔵[6]
- 『阿片戦争』（『阿片戰爭』） : 製作・原案松崎啓次、監督マキノ正博、脚本小国英雄、撮影小原譲治、主演市川猿之助、製作東宝映画、配給映画配給社、1943年1月14日公開（白系） - 照明、115分の上映用プリントをNFCが所蔵[6]
- 『ハナ子さん』 : 製作星野武雄、監督マキノ正博、原作杉浦幸雄、脚本山崎謙太・小森静男、撮影木塚誠一、主演轟夕起子、製作東宝映画、配給映画配給社、1943年2月25日公開（紅系） - 照明、71分の上映用プリントをNFCが所蔵[6]
- 『名人長次彫』 : 製作清川峯輔、監督萩原遼、脚本三村伸太郎、撮影安本淳、主演長谷川一夫・山田五十鈴、製作東宝映画、配給映画配給社、1943年7月15日公開（紅系）
- 『加藤隼戦闘隊』 : 製作村治夫、監督山本嘉次郎、脚本山崎謙太・山本嘉次郎、撮影三村明、主演藤田進、製作東宝、配給映画配給社、1944年3月9日公開（紅白系）
- 『勝利の日まで』 : 製作藤本真澄・本木荘二郎、監督成瀬巳喜男、脚本サトウハチロー、撮影立花幹也・木塚誠一、主演徳川夢声、製作東宝、配給映画配給社、1945年1月25日公開（紅系）

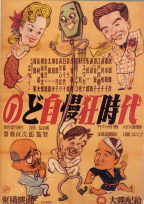
『のど自慢狂時代』（1949年）。

『こんな女に誰がした』（1949年）。

- 『満月城の歌合戦』 : 企画小倉浩一郎、監督マキノ正博、脚本八尋不二、撮影三木滋人、主演轟夕起子、製作松竹京都撮影所、配給松竹、1946年12月31日公開
- 『非常線』 : 企画小倉浩一郎、監督マキノ正博、脚本沢村勉、撮影三木滋人、主演水島道太郎、製作松竹京都撮影所、配給松竹、1947年5月13日公開
- 『こころ月の如く』 : 製作牧野満男、企画永野芳一、監督稲垣浩、脚本藤木弓、撮影杉山公平、主演上原謙・轟夕起子、製作東横映画、配給大映、1947年9月16日公開
- 『三本指の男』 : 製作・企画牧野満男、監督松田定次、原作横溝正史、脚本比佐芳武、撮影石本秀雄、主演片岡千恵蔵、製作東横映画、配給大映、1947年12月9日公開 - 照明、72分の上映用プリントをNFCが所蔵[6]
- 『金色夜叉 前篇』 : 製作牧野満男、企画坪井与、監督マキノ正博、原作尾崎紅葉、戯曲脚本武者小路実篤、脚本八尋不二、撮影三木滋人、主演上原謙・轟夕起子、製作東横映画、配給大映、1948年1月20日公開
- 『金色夜叉 後篇』 : 製作牧野満男、企画坪井与、監督マキノ正博、原作尾崎紅葉、戯曲脚本武者小路実篤、脚本八尋不二、撮影三木滋人、主演上原謙・轟夕起子、製作東横映画、配給大映、1948年2月3日公開
- 『花嫁選手』 : 製作牧野満男、企画坪井与、監督小杉勇、原作中野実、脚本陶山鉄・津路嘉郎、撮影竹村康和、主演高峰三枝子、製作東横映画、配給大映、1948年3月23日公開（東横映画第六回作品）
- 『かくて忍術映画は終りぬ』 : 製作・企画牧野満男、監督小杉勇、構成池田忠雄、脚本津路嘉郎・陶山鉄、撮影藤井春美、主演片岡千恵蔵、製作東横映画、配給大映、1948年5月18日公開（東横映画第七回作品）
- 『男を裁く女』 : 製作マキノ満男、監督佐々木康、原作小川記正、脚本荒牧芳郎、撮影宮川一夫、主演山村聡、製作東横映画、配給大映、1948年6月22日公開
- 『五人の目撃者』（『五人目の目撃者』） : 製作・企画マキノ満男、監督松田定次、原作黒林騎士、構成比佐芳武、脚本依田義賢、撮影三木滋人、主演竜崎一郎、製作東横映画、配給大映、1948年8月3日公開
- 『野球狂時代』 : 製作・企画マキノ満男、監督斎藤寅次郎、原作サトウハチロー、脚本八住利雄、撮影安本淳、主演杉狂児、製作東横映画、配給大映、1948年9月6日公開
- 『にっぽんGメン』 : 製作マキノ満男、企画坪井与、監督松田定次、脚本比佐芳武、撮影川崎新太郎、主演片岡千恵蔵、製作東横映画、配給大映、1948年10月12日公開
- 『幽霊暁に死す』 : 製作高村正次・長橋善語、企画早川征春、監督マキノ正博、脚本小国英雄、撮影三木滋人、主演長谷川一夫、製作新演伎座・CAC、配給東宝、1948年10月12日公開
- 『三十三の足跡』 : 企画辻久一、監督松田定次、脚本比佐芳武、撮影石本秀雄、主演片岡千恵蔵、製作大映京都撮影所、配給大映、1948年12月28日公開
- 『ボス』 : 監督マキノ正博・小杉勇、脚本八尋不二、撮影三木滋人、主演若原雅夫、製作CAC、配給東宝、1949年2月15日公開
- 『盤嶽江戸へ行く』 : 企画小川記正、監督マキノ正博、原作白井喬二、脚本八尋不二、撮影三木滋人、主演大河内伝次郎、製作新東宝・CAC、配給東宝、1949年3月8日公開
- 『不良少女』 : 製作牧野満男、企画本木荘二郎、監督・脚本成瀬巳喜男、原作田村泰次郎、撮影玉井正夫、主演小杉勇、製作東横映画、配給松竹、1949年3月22日公開
- 『のど自慢狂時代』 : 製作牧野満男、企画吉田信、監督斎藤寅次郎、原作サトウハチロー、脚本八住利雄、撮影友成達雄、主演灰田勝彦、製作東横映画、配給大映、1949年3月28日公開 - 照明、48分の上映用プリントをNFCが所蔵[6]
- 『魔の口紅』 : 企画本木荘二郎、監督佐々木康、原作斎藤良輔、脚本鈴木兵吾、撮影石本秀雄、主演水島道太郎、製作映画芸術協会、配給松竹、1949年4月12日公開
- 『佐平次捕物帳 紫頭巾 前篇』 : 製作・監督マキノ正博、原作寿々喜多呂九平、脚本八尋不二、撮影三木滋人、主演阪東妻三郎、製作CAC、配給東宝、1949年5月10日公開 - 照明、総集版『二部作 佐平次捕物帖 紫頭巾』題の96分の上映用プリントをNFCが所蔵[6]
- 『佐平次捕物帳 紫頭巾 後篇』（『佐平次捕物帖 紫頭巾・解決篇』） : 製作・監督マキノ正博、原作寿々喜多呂九平、脚本八尋不二、撮影三木滋人、主演阪東妻三郎、製作CAC、配給東宝、1949年5月17日公開
- 『今日われ恋愛す 第一部 愛欲編』 : 製作・企画・脚本小川記正、監督島耕二、原作田村泰次郎、撮影渡辺公夫、主演轟夕起子、製作CAC、配給東宝、1949年5月31日公開 - 照明（島百味とも）
- 『今日われ恋愛す 第二部 争闘篇』 : 製作・企画・脚本小川記正、監督島耕二、原作田村泰次郎、撮影渡辺公夫、主演轟夕起子、製作CAC、配給東宝、1949年5月31日公開 - 照明（島百味とも）
- 『白虎』 : 製作牧野満男、監督松田定次、原作富田常雄、脚本伊藤大輔、撮影伊藤武夫、主演片岡千恵蔵、製作連合映画作家協会、配給松竹、1949年6月20日公開（連合映画作家協会第一回作品）
- 『こんな女に誰がした』（誤記『こんな女が誰にした』[10]） : 製作マキノ満男、企画伊藤武郎、監督山本薩夫、原作八木隆一郎、脚本八木保太郎・棚田吾郎・舟橋和郎、撮影木塚誠一、主演伊豆肇・岸旗江、製作東横映画、配給大映、1949年7月4日公開
- 『獄門島』 : 製作・企画マキノ光雄、監督松田定次、原作横溝正史、脚本比佐芳武、撮影伊藤武夫、主演片岡千恵蔵、製作東横映画、配給東京映画配給、1949年11月20日公開
- 『獄門島 解明篇』 : 製作・企画マキノ光雄、監督松田定次、原作横溝正史、脚本比佐芳武、撮影伊藤武夫、主演片岡千恵蔵、製作東横映画、配給東京映画配給、1949年12月5日公開 - 照明、102分の上映用プリントをNFCが所蔵[6]

### 1950年代

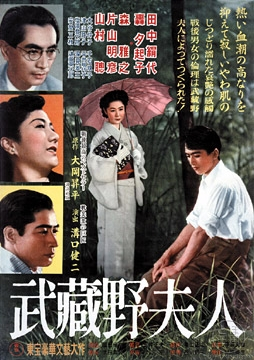
『武蔵野夫人』（1951年）。

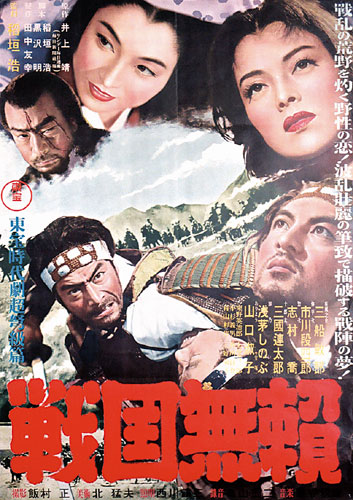
『戦国無頼』（1952年）。

- 『にっぽんGメン 第二話 難船崎の血闘』（『にっぽんGメン 難船崎の血闘』） : 製作・企画マキノ満男、監督松田定次、脚本比佐芳武、撮影川崎新太郎、主演片岡千恵蔵、製作東横映画、配給東京映画配給、1950年1月3日公開 - 照明、『にっぽんGメン 第二話 難船崎の血闘』題の90分の上映用プリントをNFCが所蔵[6]
- 『彼と彼女と名探偵』 : 製作マキノ満男、企画坪井与、監督小杉勇、脚本村松道平、撮影伊佐山三郎、主演竜崎一郎・喜多川千鶴、製作大映京都撮影所（東横映画）、配給大映、1950年1月24日公開
- 『俺は用心棒』 : 製作マキノ光雄、企画岡田寿之、監督稲垣浩、脚本伊丹万作、撮影伊藤武夫、主演片岡千恵蔵、製作東横映画、配給東京映画配給、1950年2月19日公開
- 『傷だらけの男』 : 製作鈴木郁三、監督マキノ正博、脚本八住利雄、撮影谷口政勝、主演長谷川一夫、製作東日興業・新演伎座、配給東宝、1950年4月9日公開
- 『大岡政談 将軍は夜踊る』 : 製作小川記正、監督・脚本丸根賛太郎、撮影完倉泰一、主演笠置シヅ子・柳家金語楼、製作・配給東宝、1950年5月27日公開
- 『女三四郎』 : 製作・監督・脚本渡辺邦男、原作小山内雅雄、撮影渡辺孝、主演川路龍子、製作東宝・渡辺プロダクション、配給東宝、1950年6月17日公開
- 『夢は儚なく』 : 製作三上訓利、監督野村浩将、原作北条誠、脚本長瀬喜伴、撮影渡辺孝、主演龍崎一郎、製作東宝・三上プロダクション、配給東宝、1950年7月15日公開
- 『燃ゆる牢獄』 : 製作・監督渡辺邦男、脚本中島茂樹、撮影渡辺孝、主演片岡千恵蔵、製作東宝・渡辺プロダクション、配給東宝、1950年8月12日公開
- 『裸女の愁い』 : 製作・監督・脚本渡辺邦男、原作芹沢光治良、撮影渡辺孝、主演藤田進・花柳小菊、製作東宝・渡辺プロダクション、配給東宝、1950年9月19日公開
- 『情艶一代女』 : 製作三上訓利、監督野村浩将、原作邦枝完二、脚本八田尚之、撮影会田吉男、主演春日野八千代、製作三上プロダクション、配給東宝、1951年2月3日公開
- 『若い娘たち』 : 製作藤本真澄・菅英久、監督千葉泰樹、原作石坂洋次郎、脚本井手俊郎、撮影会田吉男、主演池部良・伊豆肇、製作・配給東宝、1951年4月7日公開 - 照明、90分の上映用プリントをNFCが所蔵[6]
- 『平安群盗伝 袴だれ保輔』 : 製作田中友幸、監督滝沢英輔、原作吉川英治、脚本八住利雄、撮影玉井正夫、主演池部良、製作・配給東宝、1951年6月22日公開
- 『青い真珠』 : 監督・脚本本多猪四郎、原作山田克郎、撮影飯村正、主演池部良、製作・配給東宝、1951年8月3日公開
- 『武蔵野夫人』 : 製作児井英生、監督溝口健二、原作大岡昇平、脚本依田義賢、潤色福田恆存、撮影玉井正夫、主演田中絹代、製作・配給東宝、1951年9月14日公開 - 照明、88分の上映用プリントをNFCが所蔵[6]
- 『死の断崖』 : 製作田中友幸、監督・脚本谷口千吉、撮影山中進、主演上原謙、製作・配給東宝、1951年9月28日公開
- 『めし』 : 製作藤本真澄、監督成瀬巳喜男、原作林芙美子、監修川端康成、脚本井手俊郎・田中澄江、撮影玉井正夫、主演上原謙・原節子、製作・配給東宝、1951年11月23日公開 - 照明、97分の上映用プリントをNFCが所蔵[6]
- 『結婚行進曲』 : 製作藤本真澄、監督市川崑、脚本井手俊郎・和田夏十・市川崑、撮影飯村正、主演上原謙、製作・配給東宝、1951年12月28日公開
- 『霧笛』 : 製作田中友幸、監督谷口千吉、原作大仏次郎、脚本谷口千吉・八住利雄、撮影玉井正夫、主演山口淑子・三船敏郎、製作・配給東宝、1952年3月5日公開 - 照明、99分の上映用プリントをNFCが所蔵[6]
- 『浮雲日記』 : 製作本木荘二郎、監督マキノ雅弘、原作富田常雄、脚本松浦健郎、撮影山崎一雄、主演重光彰、製作滝村プロダクション、配給東宝、1952年4月17日公開 - 照明、97分の上映用プリントをNFCが所蔵[6]
- 『戦国無頼』[10]（『戦國無頼』） : 製作田中友幸、監督稲垣浩、原作井上靖、脚本稲垣浩・黒澤明、撮影飯村正、主演三船敏郎、製作・配給東宝、1952年5月22日公開 - 照明、105分の上映用プリントをNFCが所蔵[6]
- 『離婚』 : 製作佐野宏、監督マキノ雅弘、原作小野義子、脚本小国英雄、撮影山中進、主演木暮実千代、製作・配給新東宝、1952年5月29日 - 照明、98分の上映用プリントをNFCが所蔵[6]
- 『上海の女』 : 製作田中友幸、監督稲垣浩、脚本棚田吾郎・稲垣浩、撮影玉井正夫、主演山口淑子、製作・配給東宝、1952年8月13日公開
- 『激流』 : 製作田中友幸、監督谷口千吉、脚本谷口千吉・西亀元貞、撮影山田一夫、主演三船敏郎・久慈あさみ、製作・配給東宝、1952年10月23日公開 - 照明、96分の上映用プリントをNFCが所蔵[6]
- 『次郎長三国志 第一部 次郎長売出す』（『次郎長三國志 次郎長賣出す』） : 製作本木荘二郎、監督マキノ雅弘、原作村上元三、脚本村上元三・松浦健郎、撮影山田一夫、主演小堀明男、製作・配給東宝、1952年12月4日公開 - 照明、82分の上映用プリントをNFCが所蔵[6]
- 『風雲千両船』 : 製作清川峰輔、監督稲垣浩、原作村上元三、脚本三村伸太郎・稲垣浩、撮影安本淳、主演長谷川一夫、製作・配給東宝、1952年12月16日公開 - 照明、93分の上映用プリントをNFCが所蔵[6]
- 『次郎長三国志 第二部 次郎長初旅』（『次郎長三国志 次郎長初旅』） : 製作本木荘二郎、監督マキノ雅弘、原作村上元三、脚本村上元三・松浦健郎、撮影山田一夫、主演小堀明男、製作・配給東宝、1953年1月9日公開 - 照明、83分の上映用プリントをNFCが所蔵[6]
- 『江戸っ子判官』（『江戸ッ子判官』） : 製作清川峰輔、監督中川信夫、脚本三村伸太郎・高木恒穂、撮影安本淳、主演大谷友四郎、製作・配給東宝、1953年2月5日公開
- 『抱擁』 : 製作田中友幸、監督マキノ雅弘、原案八住利雄、脚本西亀元貞・梅田晴夫、撮影飯村正、主演山口淑子・三船敏郎、製作・配給東宝、1953年3月12日公開
- 『安五郎出世』 : 製作田中友幸、監督滝沢英輔、原作藤原審爾、脚本西亀元貞・棚田吾郎、撮影会田吉男、主演森繁久彌・越路吹雪、製作・配給東宝、1953年4月22日公開
- 『次郎長三国志 第三部 次郎長と石松』 : 製作本木荘二郎、監督マキノ雅弘、原作村上元三、構成小国英雄、脚本松浦健郎、撮影山田一夫、主演小堀明男、製作・配給東宝、1953年6月3日公開 - 照明、88分の上映用プリントをNFCが所蔵[6]
- 『次郎長三国志 第四部 勢揃い清水港』 : 製作本木荘二郎、監督マキノ雅弘、原作村上元三、構成小国英雄、脚本松浦健郎、撮影山田一夫、主演小堀明男、製作・配給東宝、1953年6月23日公開 - 照明、79分の上映用プリントをNFCが所蔵[6]
- 『丹下左膳』 : 企画清水龍之介、監督マキノ雅弘、原作林不忘、脚本伊藤大輔・柳川真一、撮影竹村康和、主演大河内伝次郎、製作大映京都撮影所、配給大映、1953年7月1日公開 - 照明、101分の上映用プリントをNFCが所蔵[6]
- 『続丹下左膳』 : 企画清水龍之介、監督マキノ雅弘、原作林不忘、脚本伊藤大輔・柳川真一、撮影竹村康和、主演大河内伝次郎、製作大映京都撮影所、配給大映、1953年9月1日公開 - 照明、89分の上映用プリントをNFCが所蔵[6]
- 『次郎長三国志 第五部 殴込み甲州路』 : 製作本木荘二郎、監督マキノ雅弘、原作村上元三、構成小国英雄、脚本松浦健郎、撮影飯村正、主演小堀明男、製作・配給東宝、1953年11月3日公開 - 照明、77分の上映用プリントをNFCが所蔵[6]
- 『次郎長三国志 第六部 旅がらす次郎長一家』 : 製作本木荘二郎、監督マキノ雅弘、原作村上元三、構成小国英雄、脚本松浦健郎、撮影飯村正、主演小堀明男、製作・配給東宝、1953年12月15日公開 - 照明、104分の上映用プリントをNFCが所蔵[6]
- 『次郎長三国志 第七部 初祝い清水港』 : 製作本木荘二郎、監督マキノ雅弘、原作村上元三、構成小国英雄、脚本松浦健郎、撮影飯村正、主演小堀明男、製作・配給東宝、1954年1月3日公開 - 照明、89分の上映用プリントをNFCが所蔵[6]
- 『美しき鷹』 : 製作星野和平、監督・脚本マキノ雅弘、原案小国英雄、撮影飯村正、主演若原雅夫、製作大映東京撮影所、配給大映、1954年2月10日公開 - 照明、88分の上映用プリントをNFCが所蔵[6]
- 『御ひいき六花撰 素ッ飛び男』 : 製作本木荘二郎、監督マキノ雅弘、脚本小国英雄、撮影飯村正、主演河津清三郎、製作・配給東宝、1954年4月21日公開
- 『次郎長三国志 第八部 海道一の暴れん坊』 : 製作本木荘二郎、監督マキノ雅弘、原作村上元三、脚本小川信昭・沖原俊哉、撮影飯村正、主演森繁久弥・小堀明男、製作・配給東宝、1954年6月8日公開 - 照明、103分の上映用プリントをNFCが所蔵[6]
- 『やくざ囃子』 : 製作滝村和男、企画竹中香、監督マキノ雅弘、原作村上元三、脚本マキノ雅弘・松浦健郎、撮影三村明、主演鶴田浩二・岡田茉莉子、製作東京映画・滝村プロダクション、配給東宝、1954年6月30日公開 - 照明、87分の上映用プリントをNFCが所蔵[6]
- 『次郎長三国志 第九部 荒神山』 : 製作本木荘二郎、監督マキノ雅弘、原作村上元三、脚本橋本忍、撮影山田一夫、主演若原雅夫・小堀明男、製作・配給東宝、1954年7月14日公開 - 照明、82分の上映用プリントをNFCが所蔵[6]
- 『此村大吉』 : 製作松本常保、監督マキノ雅弘、脚本マキノ雅弘・村山俊郎、撮影山田一夫、主演鶴田浩二、製作大映京都撮影所、配給大映、1954年9月1日公開 - 照明、94分の上映用プリントをNFCが所蔵[6]
- 『結婚記』 : 製作竹中香・桜沢一、監督井上梅次、原作北村小松、脚本若尾徳平・村山俊郎、撮影山中晋、主演鶴田浩二・有馬稲子、製作クレインズクラブ、配給東宝、1954年11月16日公開
- 『男性No.1』[10]（『顔役無用 男性 NO.1』） : 製作本木荘二郎、監督山本嘉次郎、原案菊島隆三、脚本井手俊郎、撮影山田一夫、主演鶴田浩二、製作・配給東宝、1955年1月3日公開
- 『大番頭小番頭』 : 製作佐藤一郎、監督鈴木英夫、原作佐々木邦、脚本井手俊郎・館林一郎、撮影山田一夫、主演池部良、製作・配給東宝、1955年4月3日公開
- 『33号車応答なし』 : 製作田中友幸、監督谷口千吉、脚本谷口千吉・池田一朗、撮影山田一夫、主演池部良、製作・配給東宝、1955年5月31日公開
- 『藝者小夏　ひとり寝る夜の小夏』（『芸者小夏 ひとり寝る夜の小夏』[10]） : 製作佐藤一郎、監督青柳信雄、原作舟橋聖一、脚本梅田晴夫・宮内義治、撮影芦田勇、主演岡田茉莉子、製作・配給東宝、1955年7月25日公開
- 『初恋三人息子』 : 製作本木荘二郎、監督青柳信雄、脚本井上梅次、撮影山田一夫、主演久慈あさみ、製作・配給東宝、1955年7月26日公開
- 『青い果実』 : 製作藤本真澄、監督青柳信雄、原作源氏鶏太、脚本笠原良三、撮影芦田勇、主演小林桂樹、製作・配給東宝、1955年11月29日公開
- 『美しき母』 : 製作堀江史朗、監督熊谷久虎、原作林房雄、脚本浄明寺花子、撮影山田一夫、主演原節子、製作・配給東宝、1955年12月4日公開
- 『宮本武蔵 完結篇 決闘巖流島』[10]（『決闘巌流島』『決鬪巖流島』[6]） : 製作滝村和男、監督稲垣浩、原作吉川英治、劇化北条秀司、脚本稲垣浩・若尾徳平、撮影山田一夫、主演鶴田浩二、製作・配給東宝、1956年1月3日公開 - 照明、『決鬪巖流島』の104分の上映用プリントをNFCが所蔵[6]
- 『チエミの初恋チャッチャ娘』（誤記『チエミの初恋チャチャ娘』[10]） : 製作杉原貞雄、監督青柳信雄、脚本北田一郎・浜村保夫、撮影遠藤精一、主演江利チエミ、製作・配給東宝、1956年2月18日公開
- 『暗黒街』 : 製作本木荘二郎、監督山本嘉次郎、原案菊島隆三、脚本若尾徳平、撮影遠藤精一、主演鶴田浩二、製作・配給東宝、1956年2月26日公開
- 『ならず者』 : 製作田中友幸、監督青柳信雄、原作佐々木武観、脚本木村武・中田晴久、撮影遠藤精一、主演三船敏郎、製作・配給東宝、1956年5月10日公開
- 『はりきり社長』 : 製作藤本真澄、監督渡辺邦男、脚本笠原良三、撮影渡辺孝、主演森繁久彌、製作・配給東宝、1956年7月13日公開
- 『囚人船』 : 製作堀江史郎、監督稲垣浩、原作菊田一夫、脚本稲垣浩・村田武雄、撮影飯村正、主演三船敏郎、製作・配給東宝、1956年8月8日公開
- 『嵐』 : 製作・監督稲垣浩、原作島崎藤村、脚本菊島隆三、撮影飯村正、主演笠智衆、製作・配給東宝、1956年10月24日公開
- 『天上大風』 : 製作滝村和男・永島一朗、監督瑞穂春海、原作源氏鶏太、脚本長瀬喜伴、撮影飯村正、主演池部良、製作・配給東宝、1956年11月13日公開
- 『眠狂四郎無頼控』 : 製作田中友幸、監督日高繁明、原作柴田錬三郎、脚本小国英雄、撮影山崎一雄、主演鶴田浩二、製作・配給東宝、1956年12月26日公開
- 『嵐の中の男』 : 製作田中友幸、監督谷口千吉、脚本谷口千吉・松浦健郎、撮影山田一夫、主演三船敏郎、製作・配給東宝、1957年2月5日公開（映倫番号 10011）
- 『次郎長意外伝 灰神楽の三太郎』 : 製作竹井諒・宇佐美仁、監督青柳信雄、原案正岡容、脚本小野田勇・キノトール、撮影芦田勇、主演三木のり平・小堀明男、製作・配給東宝、1957年2月26日公開（映倫番号 10064）
- 『次郎長意外伝 大暴れ三太郎笠』 : 製作竹井諒・宇佐美仁、監督青柳信雄、原作正岡容、脚本小野田勇・キノトール、撮影芦田勇、主演三木のり平、製作・配給東宝、1957年3月5日公開（映倫番号 10065）
- 『眠狂四郎無頼控 第二話 円月殺法』 : 製作田中友幸、監督日高繁明、原作柴田錬三郎、脚本小国英雄・日高繁明、撮影山崎一雄・鈴木斌、主演鶴田浩二、製作・配給東宝、1957年4月2日公開（映倫番号 10092）
- 『続・サザエさん』 : 製作杉原貞雄、監督青柳信雄、原作長谷川町子、脚本笠原良三、撮影遠藤精一、主演江利チエミ、製作・配給東宝、1957年4月9日公開（映倫番号 10150）
- 『恐怖の弾痕』 : 製作田中友幸、監督日高繁明、原作下村明、脚本松浦健郎、撮影遠藤精一、主演宝田明、製作・配給東宝、1957年6月26日公開（映倫番号 10209）
- 『最後の脱走』 : 製作田中友幸、監督谷口千吉、原作梅木捨三、脚本八住利雄・木村武、撮影山田一夫、主演鶴田浩二、製作・配給東宝、1957年8月18日公開（映倫番号 10249）
- 『大学の侍たち』 : 製作藤本真澄・三輪礼二、監督青柳信雄、脚本笠原良三、撮影遠藤精一、主演久保明、製作・配給東宝、1957年9月22日公開（映倫番号 10297）
- 『青い山脈 新子の巻』 : 製作藤本真澄・金子正且、監督松林宗恵、原作石坂洋次郎、脚本井手俊郎、撮影小原譲治、主演久保明、製作・配給東宝、1957年10月27日公開（映倫番号 10302）
- 『続青い山脈 雪子の巻』 : 製作藤本真澄・金子正且、監督松林宗恵、原作石坂洋次郎、脚本井手俊郎、撮影小原譲治、主演久保明、製作・配給東宝、1957年11月19日公開（映倫番号 10303）
- 『サザエさんの青春』 : 製作杉原貞雄、監督青柳信雄、原作長谷川町子、脚本笠原良三、撮影遠藤精一、主演江利チエミ、製作・配給東宝、1957年12月28日公開（映倫番号 10460）
- 『社長三代記』 : 製作藤本真澄、監督松林宗恵、脚本笠原良三、撮影小原譲治、主演森繁久彌、製作・配給東宝、1958年1月3日公開（映倫番号 10440）
- 『続社長三代記』 : 製作藤本真澄、監督松林宗恵、脚本笠原良三、撮影小原譲治、主演森繁久彌、製作・配給東宝、1958年3月18日公開（映倫番号 10506）
- 『東京の休日』 : 製作堀江史郎、監督山本嘉次郎、脚本井手俊郎・山本嘉次郎、撮影山崎市雄、主演山口淑子、製作・配給東宝、1958年4月15日公開（映倫番号 10590）
- 『ちゃっきり金太』 : 製作宇佐美仁、監督青柳信雄、原作・脚本山本嘉次郎、撮影山田一夫、主演三木のり平、製作・配給東宝、1958年6月2日公開（映倫番号 10706）
- 『美女と液体人間』 : 製作田中友幸、監督本多猪四郎、原作海上日出男、脚本木村武、撮影小泉一、主演白川由美、製作・配給東宝、1958年6月24日公開（映倫番号 10577） - 照明、86分の上映用プリントをNFCが所蔵[6]
- 『続ちゃっきり金太』 : 製作宇佐美仁、監督青柳信雄、原作・脚本山本嘉次郎、撮影山田一夫、主演三木のり平、製作・配給東宝、1958年7月8日公開（映倫番号 10718）
- 『大江戸千両祭』 : 製作山本紫朗、監督青柳信雄、原作宇野信夫、脚本竹井諒・蓮池義雄、撮影鈴木斌、主演柳家金語楼、製作・配給東宝、1958年10月28日公開（映倫番号 10940）
- 『次郎長意外伝 灰神楽木曽の火祭』 : 製作宇佐美仁、監督青柳信雄、原作正岡容、脚本小野田勇・永六輔・蓮池義雄、撮影鈴木斌、主演三木のり平、製作・配給東宝、1958年11月30日公開（映倫番号 10877）
- 『サザエさんの結婚』 : 製作杉原貞雄、監督青柳信雄、原作長谷川町子、脚本笠原良三、撮影鈴木斌、主演江利チエミ、製作・配給東宝、1959年1月9日公開（映倫番号 10973）
- 『続・社長太平記』 : 製作藤本真澄、監督青柳信雄、脚本笠原良三、撮影西垣六郎、主演森繁久彌、製作・配給東宝、1959年3月15日公開（映倫番号 11096）
- 『おしゃべり奥様』 : 製作金子正且、監督青柳信雄、原作土岐雄三、脚本沢村勉、撮影小泉福造、主演中村メイコ、製作・配給東宝、1959年4月12日公開（映倫番号 11170）
- 『奥様三羽烏』 : 製作金子正且、監督青柳信雄、原作土岐雄三、脚本沢村勉、撮影小泉福造、主演中村メイコ、製作・配給東宝、1959年5月12日公開（映倫番号 11171）
- 『戦国群盗伝』[10]（『戦国群盗傳』） : 製作藤本真澄・西野一夫、監督杉江敏男、原作三好十郎、脚本山中貞雄、潤色黒澤明、撮影鈴木斌、主演三船敏郎、製作・配給東宝、1959年8月9日公開（映倫番号 11200） - 照明、115分の上映用プリントをNFCが所蔵[6]
- 『独立愚連隊』 : 製作田中友幸、監督・脚本岡本喜八、撮影逢沢譲、主演佐藤允、製作・配給東宝、1959年10月6日公開（映倫番号 11095） - 照明、108分の上映用プリントをNFCが所蔵[6]
- 『恐るべき火遊び』 : 製作田中友幸・安達英三朗、監督福田純、原案副田義也、脚本秋山正、撮影小泉福造、主演夏木陽介、製作・配給東宝、1959年11月15日公開（映倫番号 11308）
- 『槍一筋日本晴れ』 : 製作竹井諒、監督青柳信雄、脚本蓮池義雄、撮影西垣六郎、主演加東大介、製作・配給東宝、1959年12月8日公開（映倫番号 11429） - 照明、92分の上映用プリントをNFCが所蔵[6]

### 1960年代
- 『暗黒街の対決』 : 製作田中友幸、監督岡本喜八、原作大藪春彦、脚本関沢新一、撮影山田一夫、主演三船敏郎、製作・配給東宝、1960年1月3日公開（映倫番号 21020） - 照明、95分の上映用プリントをNFCが所蔵[6]
- 『電送人間』 : 製作田中友幸、監督福田純、脚本関沢新一、撮影山田一夫、主演鶴田浩二、製作・配給東宝、1960年4月10日公開（映倫番号 11770） - 照明、85分の上映用プリントをNFCが所蔵[6]
- 『羽織の大将』[10]（『羽織の大將』） : 製作三輪礼二、監督千葉泰樹、脚本笠原良三、撮影西垣六郎、主演フランキー堺、製作・配給東宝、1960年4月17日公開（映倫番号 11653） - 照明、107分の上映用プリントをNFCが所蔵[6]
- 『サラリーマン御意見帖 出世無用』 : 製作安達英三朗、監督岩城英二、脚本長瀬喜伴・吉田精弥、撮影西垣六郎、主演小林桂樹、製作・配給東宝、1960年5月28日公開（映倫番号 11590）
- 『男対男』 : 製作田中友幸、監督谷口千吉、脚本池田一朗・小川英、撮影西垣六郎、主演三船敏郎、製作・配給東宝、1960年8月14日公開（映倫番号 11598）
- 『ああ女難』 : 製作堀江史朗、監督杉江敏男、原作安岡章太郎、脚本斎藤良輔、撮影西垣六郎、主演フランキー堺、製作・配給東宝、1960年12月6日公開（映倫番号 11667）
- 『サザエさんとエプロンおばさん』 : 製作杉原貞雄、監督青柳信雄、原作長谷川町子、脚本笠原良三・蓮池義雄、撮影西垣六郎、主演江利チエミ、製作宝塚映画製作所、配給東宝、1960年12月25日公開（映倫番号 11699）
- 『福の神 サザエさん一家』 : 製作杉原貞雄、監督青柳信雄、原作長谷川町子、脚本笠原良三・蓮池義雄、撮影西垣六郎、主演江利チエミ、製作宝塚映画製作所、配給東宝、1961年3月28日公開（映倫番号 12120）
- 『香港の夜』（『香港の夜 A NIGHT IN HONGKONG』） : 製作藤本真澄・鐘啓文、監督千葉泰樹、脚本井手俊郎、撮影西垣六郎、主演宝田明、製作東宝・キャセイオーガニゼイション（英語版）、配給東宝、1961年7月1日公開（映倫番号 12232） - 照明、118分の上映用プリントをNFCが所蔵[6]
- 『新入社員十番勝負』 : 製作安達英三朗、監督岩城英二、脚本若尾徳平、撮影飯村正、主演船戸順、製作・配給東宝、1961年9月12日公開（映倫番号 12420）
- 『アッちゃんのベビーギャング』 : 製作藤本真澄、監督杉江敏男、原作岡部冬彦、脚本井手俊郎、撮影鈴木斌、主演小林桂樹、製作・配給東宝、1961年9月17日公開（映倫番号 12490）
- 『ベビーギャングとお姐ちゃん』 : 製作藤本真澄、監督杉江敏男、原作岡部冬彦、脚本井手俊郎、撮影鈴木斌、主演小林桂樹、製作・配給東宝、1961年12月9日公開（映倫番号 12565）
- 『サラリーマン清水港』 : 製作藤本真澄、監督松林宗恵、脚本笠原良三、撮影西垣六郎、主演森繁久彌、製作・配給東宝、1962年1月3日公開（映倫番号 12612）
- 『続新入社員十番勝負 サラリーマン一刀流』 : 製作安達英三朗、監督岩城英二、脚本若尾徳平、撮影飯村正、主演船戸順、製作・配給東宝、1962年2月4日公開（映倫番号 12421）
- 『続サラリーマン清水港』 : 製作藤本真澄、監督松林宗恵、脚本笠原良三、撮影西垣六郎、主演森繁久彌、製作・配給東宝、1962年3月7日公開（映倫番号 12663）
- 『雲の上団五郎一座』 : 製作杉原貞雄・山本紫朗、監督青柳信雄、原作菊田一夫、脚本長瀬喜伴・新井一、撮影鈴木斌、主演フランキー堺、製作宝塚映画製作所、配給東宝、1962年4月15日公開（映倫番号 12753） - 照明、84分の上映用プリントをNFCが所蔵[6]
- 『香港の星』（『香港の星 STAR of HONG KONG』） : 製作藤本真澄・鐘啓文、監督千葉泰樹、脚本笠原良三、撮影西垣六郎、主演宝田明・尤敏、製作東宝・キャセイオーガニゼイション、配給東宝、1962年7月14日公開（映倫番号 12754） - 照明、109分の上映用プリントをNFCが所蔵[6]
- 『箱根山』 : 製作藤本真澄・角田健一郎、監督川島雄三、原作獅子文六、脚本井手俊郎・川島雄三、撮影西垣六郎、主演東山千栄子、製作・配給東宝、1962年9月15日公開（映倫番号 12898） - 照明、105分の上映用プリントをNFCが所蔵[6]
- 『河のほとりで』 : 製作藤本真澄・金子正且、監督千葉泰樹、原作石坂洋次郎、脚本井手俊郎、撮影西垣六郎、主演山村聡、製作・配給東宝、1962年11月23日公開（映倫番号 12954） - 照明、116分の上映用プリントをNFCが所蔵[6]
- 『女に強くなる工夫の数々』 : 製作藤本真澄、監督千葉泰樹、脚本池田一朗・笠原良三、撮影西垣六郎・遠藤精一、主演宝田明、製作・配給東宝、1963年1月15日公開（映倫番号 13073） - 照明、94分の上映用プリントをNFCが所蔵[6]
- 『クレージー作戦 先手必勝』 : 製作渡辺晋・森田信、監督久松静児、脚本池田一朗、撮影玉井正夫、主演植木等、製作・配給東宝、1963年3月24日公開（映倫番号 13116）
- 『ホノルル・東京・香港』（『ホノルル・東京・香港　HONOLULU-TOKYO-HONGKONG』[6]） : 製作藤本真澄・林永泰、監督千葉泰樹、脚本松山善三、撮影西垣六郎、主演宝田明・尤敏、製作キャセイオーガニゼイション・東宝、配給東宝、1963年6月30日公開（映倫番号 13153） - 照明、102分の上映用プリントをNFCが所蔵[6]
- 『ハワイの若大将』 : 製作藤本真澄・角田健一郎、監督福田純、脚本笠原良三・田波靖男、撮影内海正治・西垣六郎、主演加山雄三、製作・配給東宝、1963年8月11日公開（映倫番号 13215） - 金子光男と共同で照明
- 『香港クレージー作戦』 : 製作藤本真澄・渡辺晋、監督杉江敏男、脚本笠原良三、撮影完倉泰一、主演植木等、製作・配給東宝、1963年12月22日公開（映倫番号 13373）
- 『社長紳士録』 : 製作藤本真澄、監督松林宗恵、脚本笠原良三、撮影西垣六郎、主演森繁久彌、製作・配給東宝、1964年1月3日公開（映倫番号 19414）
- 『続社長紳士録』 : 製作藤本真澄、監督松林宗恵、脚本笠原良三、撮影西垣六郎、主演森繁久彌、製作・配給東宝、1964年2月29日公開（映倫番号 13435）
- 『こんにちは赤ちゃん』 : 製作渡辺晋・田実泰良、監督松林宗恵、脚本長瀬喜伴、撮影鈴木斌、主演梓みちよ、製作・配給東宝、1964年3月20日公開（映倫番号 13512）
- 『裸の重役』 : 製作藤本真澄、監督千葉泰樹、原作源氏鶏太、脚本井手俊郎、撮影西垣六郎、主演森繁久彌、製作・配給東宝、1964年7月1日公開（映倫番号 13544）
- 『天才詐欺師物語 狸の花道』 : 製作山本嘉次郎・菅英久、監督山本嘉次郎、原作町田浩二、脚本平戸延介、撮影小泉福造、主演小林桂樹、製作・配給東宝、1964年8月1日公開（映倫番号 13612）
- 『侍』 : 製作田中友幸・三輪禮二、監督岡本喜八、原作郡司次郎正、脚本橋本忍、撮影村井博、主演三船敏郎、製作東宝・三船プロダクション、配給東宝、1965年1月3日公開（映倫番号 13587）
- 『陽のあたる椅子』 : 製作田実泰良、監督川崎徹広、原作佐野洋、脚本秋山正・川崎徹広、撮影鈴木斌、主演加東大介、製作・配給東宝、1965年3月13日公開（映倫番号 13300）
- 『太平洋奇跡の作戦 キスカ』 : 製作田中友幸・田実泰良、監督丸山誠治、原作千早正隆、脚本須崎勝弥、撮影西垣六郎、主演三船敏郎、製作・配給東宝、1965年6月19日公開（映倫番号 13831） - 照明、104分の上映用プリントをNFCが所蔵[6]
- 『血と砂』 : 製作田中友幸、監督岡本喜八、原作伊藤桂一、脚本佐治乾・岡本喜八、撮影西垣六郎、主演三船敏郎、製作東宝・三船プロダクション、配給東宝、1965年9月18日公開（映倫番号 13970）
- 『大菩薩峠』 : 製作藤本真澄・佐藤正之・南里金春、監督岡本喜八、原作中里介山、脚本橋本忍、撮影村井博、主演仲代達矢、製作宝塚映画製作所、配給東宝、1966年2月25日公開（映倫番号 14178） - 照明、120分の上映用プリントをNFCが所蔵[6]
- 『狸の王様』 : 製作菅英久、監督山本嘉次郎、脚本坪島孝・山本嘉次郎、撮影福沢康道、主演小林桂樹、製作・配給東宝、1966年4月16日公開（映倫番号 14338）
- 『日劇「加山雄三ショー」より 歌う若大将』 : 製作藤本真澄、監督・構成長野卓、撮影西垣六郎、主演加山雄三、製作・配給東宝、1966年9月10日公開（ドキュメンタリー映画・映倫番号 22424）
- 『狸の休日』 : 製作菅英久、監督山本嘉次郎、脚本米沢純一・山本嘉次郎、撮影飯村正、主演高島忠夫、製作・配給東宝、1966年10月22日公開（映倫番号 14592）
- 『これが青春だ!』 : 製作森田信、監督松森健、脚本監修石原慎太郎、脚本須崎勝弥、撮影西垣六郎、主演夏木陽介、製作宝塚映画製作所・東宝、配給、1966年12月17日公開（映倫番号 14639）
- 『殺人狂時代』 : 製作田中友幸・角田健一郎、監督岡本喜八、原作都筑道夫、脚本小川英・山崎忠昭・岡本喜八、撮影西垣六郎、主演仲代達矢、製作・配給東宝、1967年2月4日公開（映倫番号 14482） - 照明、99分の上映用プリントをNFCが所蔵[6]
- 『坊っちゃん社員 青春は俺のものだ!』 : 製作菅英久、監督松森健、原作源氏鶏太、脚本山本嘉次郎、潤色山本嘉次郎・池田一朗、撮影西垣六郎、主演夏木陽介、製作・配給東宝、1967年4月1日公開（映倫番号 14813）
- 『坊っちゃん社員 青春でつっ走れ!』 : 製作菅英久、監督松森健、原作源氏鶏太、脚本山本嘉次郎・須崎勝弥、潤色山本嘉次郎・池田一朗、撮影西垣六郎、主演夏木陽介、製作・配給東宝、1967年5月20日公開（映倫番号 14820）
- 『日本のいちばん長い日』 : 製作藤本真澄・田中友幸、監督岡本喜八、原作大宅壮一、脚本橋本忍、撮影村井博、主演宮口精二、製作・配給東宝、1967年8月3日公開（映倫番号 14850） - 照明、157分の上映用プリントをNFCが所蔵[6]
- 『カモとねぎ』 : 製作貝山知弘、監督谷口千吉、脚本松木ひろし・田波靖男、撮影鈴木斌、主演森雅之・緑魔子、製作・配給東宝、1968年3月16日公開（映倫番号 15014）
- 『空想天国』 : 製作渡辺晋、監督松森健、脚本田波靖男、撮影西垣六郎、主演谷啓、製作東宝・渡辺プロダクション、配給東宝、1968年8月14日公開（映倫番号 15432）
- 『若者よ挑戦せよ』 : 製作安達英三朗、監督千葉泰樹、脚本笠原良三、撮影西垣六郎、主演小林桂樹、製作・配給東宝、1968年10月5日公開（映倫番号 15502）
- 『燃えろ!青春』 : 製作山田順彦、監督松森健、脚本松木ひろし、撮影西垣六郎、主演黒沢年男、製作・配給東宝、1968年12月19日公開（映倫番号 15631）
- 『水戸黄門漫遊記』 : 製作佐藤一郎、監督千葉泰樹、脚本笠原良三、撮影長谷川清、主演森繁久彌、製作・配給東宝、1969年11月1日公開（映倫番号 15967） - 照明（遺作）、95分の上映用プリントをNFCが所蔵[6]